# Аль-Файед, Мохаммед
Моха́ммед аль-Файе́д (араб. محمد الفايد‎; 27 января 1929, Рас-эль-Тин, Александрия, Королевство Египет — 30 августа 2023, Лондон) — египетский предприниматель, владелец футбольного клуба «Фулхэм» (до июля 2013 года), парижского отеля Ritz и лондонского универмага Harrods (до 2010 года). В 2013 году состояние Файеда оценивалось в 1,4 миллиарда долларов США, что делало его 1031-м по счёту в списке самых богатых людей мира.

## Биография
Бизнесом начал заниматься ещё в детстве, продавая самодельный лимонад. В течение многих лет работал в бизнесе вместе с братом своей жены Аднаном Хашогги. В молодости вместе с братьями основал компанию, занимавшуюся грузоперевозками из Египта, вскоре обзавёлся офисами в Генуе и Лондоне. В 1964 году сблизился с гаитянским диктатором Франсуа Дювалье и планировал построить на Гаити нефтеперерабатывающий завод, но через полгода отказался от этой идеи. В середине 1960-х годов переехал на постоянное жительство в Лондон, тогда же установил деловые отношения с шейхом Дубая, в 1966 году стал экономическим советником султана Брунея. В 1975 году недолго входил в состав совета директоров горнодобывающей компании Lonrho. В 1979 году купил отель Ritz в Париже, в 1984 году вместе с братьями стал владельцем доли в 30 % холдинга House of Fraser, куда в том числе входил универмаг Harrods, а в 1985 году они выкупили оставшуюся долю. С 1987 года активно занимался благотворительностью. В 1990-е годы был фигурантом нескольких уголовных дел по подозрению в хищениях и мошенничестве. В 2003—2005 годах жил в Швейцарии, но затем вернулся в Великобританию. В 2010 году продал универмаг Harrods, а в июле 2013 года — «Фулхэм».
Будучи другом Майкла Джексона, в 2011 году установил ему памятник около стадиона «Фулхэм». После продажи клуба новому владельцу памятник был демонтирован.
Мохаммед Аль-Файед — отец Доди аль-Файеда, который был близким другом принцессы Дианы в последние годы её жизни. Когда 31 августа 1997 года они погибли в автокатастрофе, Мохаммед обвинил в их гибели британскую секретную службу. Он также пытался доказать, что авария в Париже не была несчастным случаем, а являлась спланированным покушением на жизнь принцессы. По его мнению, королевская семья не хотела видеть египтянина в качестве «отчима» будущего короля Великобритании.
Скончался 30 августа 2023 года в Лондоне на 95-м году жизни. Он был похоронен 1 сентября после пятничной молитвы в Центральной мечети Лондона.
В 2025 году расследования прессы и полиции вскрыли, что он являлся сексуальным хищником. К маю 2025 года к властям обратились более 100 жертв.

## Киновоплощения
- Надим Савалха в фильме «Диана: Последние дни принцессы» (2007 год).
- Салим Дау в сериале «Корона» (Великобритания, 2022—2023 годы).
- МЫ. Верим в любовь (2011 год)

## Личная жизнь
- Первая жена — Самира Хашогги (1954—1956)
  - сын — До́ди Аль-Файе́д (1955—1997)
- Вторая жена — Хейни Ватен
  - четверо детей

## Награды
- Офицер ордена Почётного легиона (1989, Франция)[12]